# Aéroport de Kangding
L'aéroport de Kangding (chinois simplifié : 康定机场) (code IATA : KGT • code OACI : ZUKD) est un aéroport desservant Kangding, la capitale de la préfecture autonome tibétaine de Garzê, dans l'ouest de la Province du Sichuan, en Chine. Il est situé à 40 kilomètres au nord-ouest du centre-ville. La construction de l'aéroport a commencé en septembre 2006 et l'aéroport a commencé à fonctionner le 26 avril 2009.
Situé à 4 280 mètres d'altitude, l'aéroport de Kangding est le troisième aéroport le plus haut dans le monde derrière l'aéroport Daocheng Yading et de l'aéroport de Qamdo Bamda, et légèrement plus haut que celui de l'aéroport de Ngari Gunsa (4 274 mètres).

## Compagnies aériennes et destinations
| Compagnies             | Destinations                                                              |
| ---------------------- | ------------------------------------------------------------------------- |
| China Eastern Airlines | Chengdu-Shuangliu                                                         |
| Lucky Air              | Chengdu-Shuangliu, Lhassa-Gonggar                                         |
| Sichuan Airlines       | Chongqing-Jiangbei, Daocheng Yading, Hangzhou-Xiaoshan, Kunming-Changshui |

Édité le 03/02/2018